# Кагэ-рю
Кагэ-рю (яп. 影流 кагэ-рю:) — древняя школа баттодзюцу, классическое японское боевое искусство (корю), основанное Ямамотой Хисаем Масакацу (яп. 山本久弥正胜). Кагэ-рю не имеет никакого отношения к стилям Айдзу Кагэ-рю и Синкагэ-рю.
Школа фокусируется на техниках обнажения длинного меча, известного как тёкэн (choken).

## История
Кагэ-рю была основана приблизительно в 1550 году в районе Акидзуки префектуры Фукуока Ямамотой Хисаем Масакацу. Рядом с Акизуки находился регион Кюсю, где располагался дом первого поколения семьи Татибана (яп. 立花氏), который и перенял впоследствии лидерство на школу. В 1590 году знаменитый самурай Татибана Мунэсигэ (яп. 立花 宗茂) переместил второе поколение своей семьи в новое поместье, расположенное в районе Янагава (яп. 柳川), где и проживают его потомки на сегодняшний день. Несмотря на то, что родового замка у них уже давно нет, семья до сих пор сохраняет многие драгоценные сокровища, документы и традиции, которые передаются из поколения в поколение.
Сёгунат Токугава стандартизировал размер мечей в Японии — 69,7 сантиметров. С целью лучше контролировать страну сёгун зачастую прибегает к помощи верных кланов с просьбой приглядывать за соседними к ним областями. таким образом, правители области Набэсима (яп. 鍋島), современный город Сага, находились под надзором лордов Янагавы. Несмотря на то, что подобная работа хорошо оплачивалась, школа Кагэ-рю успешно скрывала свои секреты достаточно долго, в результате чего стала последний из оставшихся в живых стилей в Японии, работающих с длинным мечом.
Кагэ-рю всегда была и остаётся достаточно закрытой школой боевых искусств (монгай-фусуцу (яп. 門外不出)), что позволило её традициям и техникам оставаться неизменными.
Текущий, 17-й хранитель традиций школы Кагэ-рю — Татибана Тамио (яп. 多美男 橘).

## Техника
Ученики школы именуются как каиины (kaiin), что в переводе означает «участник, член».
В практике Кагэ-рю применяются мечи различной длины. Самый короткий меч — 2 сяку и 3 сун (84,8 сантиметра), самый длинный — четыре сяку (121,2 сантиметра). Все приёмы отрабатываются с реальным оружием, хотя для начинающих в целях безопасности делается поблажка: они работают с боккэном в ножнах. Помимо пеших техник практикуются методы борьбы на коне.
Кроме того школа использует танто, известный как маэдзаси (яп. 前挿). Его носят спереди и используют для метания или в ближнем бою, когда оппонент мешает вытаскиванию и применению длинного меча.
В Кагэ-рю присутствует 16 ката. В рамках каждой из них существует множество вариаций и индивидуальных методов. Стойки, изучаемые в школе, низкие и продольные, призванные обеспечить стабильность на неровной поверхности. Стоит отметить, что сидящих стоек школа не практикует (из того соображения, что в древности люди, входящие в дом с длинным мечом, вряд ли имели желание присесть и выпить чаю).
Для повседневной практики применяется чёрная хакама и уваги. Белую уваги носят в теплое время года, чёрную — зимой.
Каиин имеет право носить камон (фамильный герб) клана Татибана, известный как Гион Мамори. Для официальных мероприятий надевается семейная монцуки-хакама (яп. 紋付袴): одежда, украшенная фамильным гербом.
Что интересно, современная школа Кагэ-рю не имеет системы рангов и наград. Тем не менее, для вступления в организацию участнику лучше обладать какими-то значимым уровнем в любом ином боевом искусстве. Связано это с тем, что многие искусства Японии имеют множество схожих техник и методов.